# Flachflöte
A Flachflöte orgonaregiszter, német nyelvű megnevezés. Magyarul annyit tesz: laposfuvola. Mint a neve is mutatja, a fuvolacsalád egy tagja. Többféle kivitelű, fából vagy fémből készült, egyenes, kúpos vagy hengeres regisztert jelent. Kizárólag 8’, 4’ és 2’ magasságban építik. A 17. század elején jelent meg az orgonákban. Jellege nyitott, anyaga eredetileg fa, később leggyakrabban orgonafém, hangja intonációtól függően lágy és kerek, vagy élesebb flageolet jellegű fuvolahang.